# 怪醫黑傑克
《怪醫黑傑克》是日本漫畫家手塚治虫创造的日本漫画，也是日本醫療漫畫的先驅。在《週刊少年Champion》（秋田書店）從1973年11月19日至1978年9月18日期間連載，從1979年1月15日至1983年10月14日改為不定期連載。全书共242話。臺灣及香港盜版時期舊譯《怪醫秦博士》，但是香港、新加坡版原作漫畫仍然沿用此稱。

## 作品概要
《怪醫黑傑克》最初在1973年11月19日發表於秋田書店的《週刊少年Champion》，連載到1978年9月為止（1979年之後改為不定期單篇刊載）。
本作於1975年獲得第四屆日本漫畫家協會獎，1977年獲得講談社漫畫獎。
《怪醫黑傑克》是日本漫畫之神手塚治虫於1973年創作的漫畫。在人生低潮期的他藉此作向社會大肆批判，隱晦反諷。作品主角「黑傑克」是一名無照外科醫師，雖然醫術極為高超，卻常向患者提出巨額手術費（漫畫中通常基本價碼為日幣三千萬）。手塚治虫藉這此角色塑造出的反差發洩其對社會的不滿，宣稱現代道德觀“只不過是一層掩蓋事實的虛榮陰霾”。
這部作品以高超的敘述方式和叛逆不羈的超現實主義幻想，成功地打破了早期新漫畫的種種教條和框架，成為日本漫畫界不朽的傑作。也是世界上第一部成功的醫學漫畫鼻祖，開啟了同類型漫畫的先河。
在新左翼學運完畢後的第二年，社會充斥著人心的浮躁，而手塚治虫因蟲製作商事倒閉而欠下三億日圓巨額債務，可謂陷入人生的最低潮。當時連載《原子小金剛》已經不受世人喜好，手塚治虫才開始改變作品的型式；隨後《週刊少年Champion》總編輯壁村耐三找到手塚治虫，向他邀稿。於是這才開始創作《怪醫黑傑克》。由於當時手塚的聲勢下滑，此作雖打著手塚治虫「漫畫家生活三十週年」的名號，最初卻僅為一連載五回的企劃，在當時的Champion編輯部內也瀰漫著「這是為手塚漫畫生涯畫下句點的作品」的氣氛，然而本作人氣異樣的高漲，最後發展為長達數十年的連載，成為手塚漫畫生涯的代表作之一。這部作品開啟了日本漫畫界的新時代，推動了日本漫畫在1970年代的轉型，與永井豪《惡魔人》、池田理代子《凡爾賽玫瑰》並稱「二十世紀70年代三大不朽傑作」漫畫作品。
作者手塚治虫本人擁有醫師資格，只是轉換跑道、依自身的興趣而畫作漫畫。所以在《怪醫黑傑克》漫畫中，有些病例治癒方法不一定正確，當時也常被實際的現職醫師寄信投訴，但手塚總是表示「這只是漫畫」。

## 故事大綱
天才外科醫師黑傑克（BLACK JACK），以高超外科手術技巧聞名。然而他是個密醫，不但沒有醫師執照，而且總是向患者索取高額手術費，使他在醫學界惡名昭彰。加上他的臉上有著因小時候發生意外而留下的巨大傷疤，大多數人都因害怕而對他退避三舍。
因為經常向患者要求巨額的金錢做為回報，加上總是對有錢患者獅子大開口索取高額醫藥費，被公眾誤認為是死要錢的無良醫師。事實上本人並沒那麼愛錢，反而還常常將醫療費退還給較窮苦的病人。但他始終不在乎旁人眼光，只按照自己理念行事，經常以重視生命為原則做出看似不近人情，實則追求實質正義的舉動。例如：他一旦接受委託，一定傾全力救治病患，有時甚至賭上自己性命，因為是用全力在救助患者，也因此要求等價回報。
索取高額醫療費的目的，則是提醒患者要在金錢和病症權衡下重視醫療資源，更重視生命的意義。儘管多數人不能真的諒解他的特立獨行，他仍堅定地走在自己所信仰的醫學之路上，在其助手小女孩皮諾可陪伴下，追尋著生命的意義。

## 登場人物

### 黑傑克家
黑傑克（Black Jack）
日本配音（動畫版）：大塚明夫（1993年以後）；百百麻子（2005・2006年，童年時期）；關智一（2005年，高中時期）；梅原裕一郎（2015年，青年時期・青年黑傑克）
日本配音（跨作品）：伊武雅之（1978年－100萬年地球之旅／1980年－火鳥2772）；野澤那智（1979年－海底超特急、1981年－原子小金剛第2作／1981年－不來梅四重奏）
日本配音（廣播劇）：岸田森（1977年）；時任三郎（1993－1994年）
台灣配音（動畫版）：曹冀魯（全系列動畫，木棉花版）；魏伯勤（OVA，中視版・齊威版、網路動畫）；官志宏（OVA，華視版）；蔣鐵城／梁興昌【黑傑克時期】（青年黑傑克）；傅曼君／楊凱凱／詹雅菁（童年時期）
台灣配音（跨作品）：李世揚（原子小金剛第2作，普威爾版）
香港配音：羅偉亮；蘇強文；雷霆；陳欣、雷碧娜（童年時期）、陳卓智（高中時期）
演員：宍戸錠（1977年，電影）；加山雄三（1981年，電視劇）；隆大介（1996年，非電影院首映）；本木雅弘（2000年，單發電視劇）；岡田將生（2011年，少年怪醫黑傑克）；高橋一生（2024年，電視劇）
本作品主角。一名沒有醫師執照卻擁有高超醫術的外科醫生，常以口頭約定方式向病人索取高額手術費(從¥1,000~¥100,000,000都有)，而通常開出的基本手術費行情，一般則為三千萬日圓。但故事中實際常有術後未真正收取或以實物代替抵償的情形，最喜歡食物是茶泡飯。略稱「BJ」，本名間黑男。
皮諾可
日本配音（動畫版）：水谷優子（1993－2011年，OVA・TV版）；宇多田光（2001年，網路動畫）
日本配音（跨作品）：富永美衣奈（1979年－海底超特急）；堀絢子（1981年－原子小金剛第2作）
日本配音（廣播劇）：松島實（1977年）；川田妙子（1993－1994年）
台灣配音（動畫版）：楊凱凱（全系列動畫，齊威版、木棉花版）；敖冰欣（OVA，中視版）；魏晶琦（OVA，華視版）
台灣配音（跨作品）：許淑嬪（原子小金剛第2作，普威爾版）
香港配音：梁少霞；鄭麗麗（代配）
演員：木島桂子（1977年，電影）；今井里惠（1981年，電視劇）；田島穂奈美（1996年，非電影院首映）；中山紗央里・中山詩央里（2000年，單發電視劇）；永尾柚乃 (2024年，電視劇）
黑傑克助手，癡心喜歡他，總是對外人表明自己是黑傑克未婚妻。原本是一名女性患者內的畸形腫瘤中不完整的個體，在黑傑克施以外科手術並補足身體部位後，以女童外貌成形，但因此也有說話口齒不清情況（原作漫畫中則通常以對白中出現錯別字或近音詞彙形式呈現）。口頭禪是真不敢相信。
拉格（ラルゴ）
配音：石井真（日本）
黑傑克家犬，本為野狗，受傷後被黑傑克救治，雌性（雖是雌性，但在電視動畫〈老人與大樹〉裡是用雄性姿勢上廁所）。一天到晚都被皮諾可帶去玩，或是強迫擦地板洗窗戶等等。在原著漫畫〈狗扒手〉中，是一隻能夠預知意外事件的聰慧狗兒，但因為總是以叼走當事人物品、讓對方提前離開遭難地點的方式救人而被誤解為頑劣的野狗。最後因為讓黑傑克和皮諾可逃出即將因地震倒塌的房屋因而犧牲。後來漫畫改編動畫時，拉格則存活下來被黑傑克宣布為新成員就此飼養。

### 黑傑克周圍人物

#### 《三眼神童》原型人物
寫樂
配音：佐藤佑子（日本）；董錦萍（台灣）；黃麗芳（香港）
作者另一作品《三眼神童》男主角。
本作中設定為和登的弟弟，於第二集消失的針中為黑傑克所救。就讀曙光國中三年級，常被皮諾可騎在頭上。
和登
配音：小野涼子（日本）；董錦萍（台灣）；林元春（香港）
作者另一作品《三眼神童》女主角。
本作中設定為黑傑克家附近大穴高中劍道社社長，寫樂的姊姊，大膽十足的青少女。父親是著名考古學家。
犬持
配音：中庸介（日本）；孫中台（台灣）；招世亮（香港）
作者另一作品《三眼神童》角色。
在本作中設定為和登、寫樂的父親，長期在國外工作。

#### 喫茶店「Tom」
本間久美子
配音：川瀨晶子（日本）；傅其慧（TV版・特別版・電影版）／詹雅菁（TV版續篇21）（台灣）；張頌欣（香港）
和登的同班同學、阿哲的養女、本間丈太郎的女兒。個性較文靜善良。漫畫中罹患滿月病，動畫版則是因白內障才動手術。
梅旭齋哲
配音：富田耕生（日本）；林谷珍（TV版）／梁興昌（TV版EP.2・特別篇）／孫中台（TV版EP.53・TV版續篇21）／吳文民（電影版）（台灣）；林保全→譚炳文→源家祥（香港）
喫茶店「Tom」老闆，亦是動畫本間久美子養父。十年前原本是不得志魔術師，之後把魔術師的快速手法技術運用來當電車扒手。最後因黑傑克救治兼刻意保護改邪歸正，不過曾利用此手法使其免於被逮捕。

#### 醫生相關
本間丈太郎（Honma Jōtarō）
日本配音：阪脩（TV版）；青野武（網路動畫版）
台灣配音：孫中台（全系列動畫）
香港配音：譚炳文、林保全【青年時期】（TV版）
演員：藤岡弘（1996年，非電影院首映）；市村正親（2011年，少年怪醫黑傑克）
已故的外科醫師，黑傑克的恩師暨醫學生涯啟蒙者兼再造者，（全名縮寫J.H，全稱Jotaro Honma）。由於是黑傑克成為醫師的關鍵人物，因此黑傑克不願聽到有人惡意中傷本間的話。
曾著有《記某位殘障人士》一書(書中記錄黑傑克為復建進行長途徒步旅行的事)，並在黑傑克年幼時因未爆彈爆炸事故受重傷時陷入生命垂危為他進行急救手術，並在救治好黑傑克時受到他的尊敬，後來因年老衰竭去世。
奇利柯醫師
日本配音：山路和弘（OVA版）；鹿賀丈史／若本規夫【預告片】（電影版）；速水獎（TV版）；田中秀幸（網路動畫版）；清水綋治（廣播劇版）；諏訪部順一（青年黑傑克）
台灣配音：宋克軍（OVA・齊威版）；符爽（OVA・木棉花版）；孫誠（電影版）；孫中台（TV版）；孫德成（網路動畫版）；王辰驊（青年黑傑克）
香港配音：雷霆（TV動畫版）
演員：草刈正雄（1996年，非電影院首映）；森本玲夫（2000年，單發電視劇）
身形佝僂白髮獨眼醫師，外號「死神的化身」。認為生死有命不能強求並專門提供安樂死服務，對黑傑克硬要病人活下去的作為無法苟同，是黑傑克的宿敵兼對手，實際上兩人關係亦敵亦友（主要是因為行醫觀點立場對立）。通常煽動或刻意勸導病人或其家屬接受安樂死，更樂意提供此服務以求解脫，認為人在該死的時候就該平靜地逝去。不過若病患還有求生意志也願意救治並幫忙收集疾病資料（OVA第四集），並曾因此與黑傑克合作。
曾擔任軍醫，有著與黑傑克不相上下的醫術及大量的經驗。後在戰場上看过太多想死又没办法死的士兵，於是提供安樂死予瀕死的士兵藉此獲得對方致謝，從此以此為職業。本質還是個善良的人，只是行醫態度比較悲觀，有點偏激。黑傑克反對他的偏激立場，知道奇利柯替人進行安樂死時必定阻止（奇利柯想替親生父親進行安樂死，更被黑傑克迎頭痛擊）。
- 《OVA4：厭食兩位無照密醫》：故事中罕見顯示出對待患者溫柔的一面，如溫柔照顧出車禍的女患者，在患者要求安樂死時委婉拒絕並且主動協助黑傑克尋找治愈方法。
- 《劇場版：兩位黑暗醫生》：雖然也和黑傑克互相爭鬥，但是還是幫黑傑克假死躲過滅口之災，而且幫他擋過槍，之後黑傑克也幫助中槍的他。
- 《青年黑傑克》：該作設定以美軍軍醫身份登場於越南戰場。最初是一名堅持“哪裡有患者，我就在哪裡”的出色醫生，和黑傑克聯合拯救過傷者。後疑似因無法拯救遭受過量核輻射的愛人赫安而心態轉變，也為後來成為密醫埋下伏筆。
- 在衍生漫畫《Dr.奇利柯：白色死神》中擔任主角，但設定上與本作略有不同，像是不會主動的勸誘病人家屬或病人接受安樂死，並對自己設下三個規矩來決定是否要為病患實施安樂死；有醫師執照與自己診所，並非無照密醫。為了保障自己安全，而在左眼的眼帶下的義眼裡安置了小型隱藏式攝像機，以及在軍醫時期有接觸過，而懂得怎麼使用炸藥與陷阱。

手塚
配音：堀秀行（日本）；賀宇傑（台灣）；劉昭文／招世亮（代配）（香港）
黑傑克在醫科大學時的好友，為原漫畫作者在漫畫之中的化身。
作品中作者還會以另一種造型出現在動畫中（漫畫家造型）。動畫52集，導演手塚真(手塚治虫之子)曾客串當中，而原作則是原作者本人。
山田野
配音：大木民夫（日本）；孫中台（台灣）
黑傑克在醫科大學時的恩師。
琵琶丸
配音：野澤那智（日本）；賀宇傑（台灣）；陳永信（香港）
失明針灸師。雖失明但掌握人體穴位，精通針灸術。反對割開病人身體，並義務替人治病，曾醫治二千至三千人。他不知道黑傑克的一位病人（小女孩）對針懷有恐懼症，便進行針灸，不慎導致病人抽搐。他憑聽覺判斷黑傑克因接受手術多次，導致脾胃內臟衰弱，主動替他進行針灸。
白拍子泰彦
配音：水島裕（OVA版）／森田順平（TV動畫版）（日本）；劉傑（OVA・華視版）／符爽（OVA・齊威版）／陳彥鈞（OVA・木棉花版）／吳文民（TV動畫版）（台灣）；蘇強文（香港）
生於富裕之家，信奉精英主義的醫生。他堅信科技是勝於人手並鄙視沒有執業牌照的黑傑克，但卻因醫療失誤再三要求黑傑克幫忙。黑傑克教訓他不要過於高傲，要有勇氣對病人承擔責任。後來創立了名叫SKY HOSPITAL（空中醫院）的醫療用飛機，最後在動畫結局中跟黑傑克一起找出名叫「Phoenix Disease」的血清(命名為本間血清)，拯救了一場人類的大災難。出人意料的十分會駕駛飛機。
桑田洛美（其他譯名：桑田九美、桑田好美、桑田木實（台版動畫））
配音：田中敦子（Karte15）→松井菜櫻子（Karte59、怪醫黑傑克21）（日本）；傅其慧（本篇）→詹雅菁（怪醫黑傑克21）（台灣）；曾佩儀→沈小蘭（香港）
醫術精湛外科醫生。由於她判症時立場強硬又冷酷（總是將重傷病人截肢），被人揶揄為「女黑傑克」/「手術刀女王」/「黑皇后」(類似於BJ的BQ)。加上未婚夫洛克(動畫為綠郎)反對她繼續行醫，心高氣傲的她一氣之下去買醉遇上黑傑克，讓他對她留下深刻印象。桑田未婚夫遇上嚴重車禍，黑傑克替她暗中動手術挽回未婚夫雙腿，臨走前撕毀原想給她的情書。數年後黑傑克重遇已婚的桑田，雖丈夫在中東工作，她卻不願到偏遠落後的地區行醫。她乘機向黑傑克示愛，黑傑克卻拒絕了(他本來對她大有好感)。最後她反省過來決定與丈夫會合，告別了黑傑克。
清水聖美
配音：澤海陽子（日本）；詹雅菁（台灣）；陸惠玲（香港）
瀨戶内海內的小島診療所內科醫生。兄長清水醫生曾經拯救黑傑克，後來遇上山崩意外死亡。黑傑克到訪小島並逗留了一星期。期間清美不知不覺地愛上黑傑克，卻不幸遇上山崩意外重傷逝去。臨終前對黑傑克表示希望以自己的皮膚植在黑傑克的臉上，這樣便可以永遠和黑傑克在一起(因為黑傑克的面部皮膚其中一部份是偏黑色)。但黑傑克在她的墓前悼念時卻說「不願意在妳美麗的臉孔上開刀，而且我還要好好珍惜臉上這張皮」。後來漫畫改編動畫時，清水聖美則存活下來。
西川史子
配音：長澤美樹（日本）；詹雅菁（台灣）；黃麗芳→謝潔貞（香港）
白拍子同事，以同名醫生為原型。

#### 患者相關
如月惠
黑傑克在大學醫局時代的女同學兼學妹，曾在接受黑傑克執行手術前對自己的告白，但最後這段感情終究未能開花結果。
過去和黑傑克共事於同一家醫務室並跟他產生出愛慕的關系但一直未曾互相表白。由於因為罹患子宮癌加上當時的醫院院長已判定束手無策、無法醫治的情況之下，使黑傑克不得不面臨醫院院長決定撤銷他的醫師執照的後果下為自己進行手術，儘管在黑傑克摘除佈滿癌細胞的子宮卻因此永久喪失生育能力，於是決定以男性的身份並以男裝打扮的情況下過著新的人生，後來成為船醫並更名為如月惠。。
動畫中僅在TV版片頭曲2以及TV版續篇系列第1話片頭預告及正片情節(回憶中)出現。
綠美
配音：本多知恵子（日本）；傅其慧（台灣）；陳凱婷（香港）
患上公害病(工業污染空氣導致肺病)的女童。她的照片刊登在醫學雜誌上，黑傑克認為面容很可愛，根據她的樣子將皮諾可面貌造得與她一模一樣。黑傑克力勸替綠美診病的年輕醫生要對症下藥，但醫生收受廠商賄款不肯公開公害病的真相。導致綠美病情被拖延至過世，使得那位年輕醫生這才痛下決心決定公開真相。後來漫畫改編動畫時，綠美則存活下來。
杉並井草
美麗的女演員。她本來並不漂亮，卻有表演天份，央求黑傑克替她進行整容手術。黑傑克認為多此一舉而拒絕，但杉並還是與[經理人陪同下要求接受手術。黑傑克不情願下替她造出一副新面孔，並吩咐她不要再回來。杉並成名後遷居到黑傑克家居對面，得知黑傑克還保留自己舊照，並向黑傑克示愛，但黑傑克卻表示昔日的她已經死去。杉並經理人認為黑傑克是跘腳石，企圖將他推下山崖。杉並羞愧難忍，最終宣佈息影並移居海外。
青鳥滿
配音：川澄綾子（日本）；雷碧文（台灣）；黎桂芳（香港）
末期癌症病人。希望在生命終結前能夠體驗結婚，戲言要「與第一個進入病房的男人結婚」，替她診治的黑傑克只得答應，並舉行一場沒有法律及正式誓約所約束效力的「結婚儀式」演戲。在受到黑傑克替的手術治癒不久卻以為婚禮合法輕言為愛願意做任何事甚至是犧牲生命。再受到黑傑克喝令要好好珍惜得來不易的生命後與兒時玩伴久磨結婚。

#### 其他相關者
友引警官
配音：羽佐間道夫（OVA版）／內海賢二（TV版）（日本）；孫中台（OVA版、TV版續篇21）／李世揚（TV版）／賀宇傑（電影版）（台灣）；馮錦堂→陳永信（香港）
一直想要逮捕黑傑克（因無照行醫）的警官。原作中其子因罹患獅面病被黑傑克治癒，因此後來對待他的立場，多少有點睜隻眼閉隻眼。
高志／貴志
配音：矢尾一樹／三田友子〈少年時期〉（日本）；賀宇傑／董錦萍〈少年時期〉（台灣）；翟耀輝／袁淑珍〈少年時期〉（香港）
黑傑克小學同學，也是他的好友，是非洲和日本混血兒。在黑傑克遭受爆炸意外時、唯一一位願意捐皮膚給黑傑克的人，黑傑克臉上顏色不同的皮就是移植自貴志的臀部上的皮膚。在黑傑克康復前就轉學，從此與黑傑克失聯。貴志長大後成為環保運動人士，也得知黑傑克成為醫生的消息，並留了一封信給黑傑克。他認為「地球生病了」，因此在非洲進行環境保護的示威行動，期間遭當地政府軍隊鎮壓，被暗殺身亡。和本間丈太郎同為黑傑克救命恩人，黑傑克的友人曾多次勸他、把臉上疤痕和黑皮膚整型地美觀一些，但黑傑克都斷然拒絕。黑傑克曾經為了想與他再見一面，耗費了大量金錢和手段、在美國、西班牙、阿爾及利亞等世界各地尋找，但最後只得到了他的信而無緣再見。
間久部綠郎
配音：綠川光（日本）；吳文民（台灣）
黑傑克小學同學。在法國留學並加入犯罪組織，有「暗黑街太子」之稱。為了逃避警察追捕，綠郎曾企圖改變眼珠顏色，幾乎失明。他要求黑傑克替他換掉手指以改變身份，並暗自要求爪牙炸死黑傑克。黑傑克心知有異，在綠郎指骨上，用不褪色墨水寫上「BJ」兩字以「紀念二人的友誼」，使綠郎身份敗露，被捕並接受審訊。最後綠郎被判處死刑，行刑前黑傑克探望綠郎，兩人和解收場。其姓氏源自莎士比亞著作《馬克白》(Macbeth)。
笑哈哈／笑俠／哈哈
配音：高戶靖廣（日本）；林谷珍（台灣）；馮錦堂／伍秀霞〈少年時期〉（香港）
黑傑克高中同學，真名上戶翔，志願成為漫畫家。因為笑聲不絕而得到「笑哈哈」綽號。事實上他的身世可憐，父母因欠債拋下「笑哈哈」一個人逃去無蹤。但無論境況如何，他仍然笑面迎人。他的幽默和誠意打動了滿懷心事的黑傑克。高利貸上門迫令他還錢時，黑傑克用飛鏢擊退高利貸的同時亦誤傷了「笑哈哈」。「笑哈哈」在養病期間調離至其他醫院，與黑傑克失去聯絡。黑傑克念念不忘舊友，8年後終於在某療養院找到「笑哈哈」，其實他因喉部受傷導致氣胸（台版動畫譯發紺），一旦發笑便會窒息，所以不能再笑。黑傑克替「笑哈哈」進行了手術，「笑哈哈」卻受到感染而出現高熱徵狀。知道自己生命已到盡頭的他縱聲大笑後離開人世。
由莉
配音：久川綾（日本）；詹雅菁（台灣）；黃玉娟（香港）
奇利柯妹妹。與兄長關係不錯，但對其安樂死服務不敢恭維，甚至與黑傑克站在同一陣線上，非常敬重黑傑克。
外傳中在中東義診時受到放射線汙染，癌細胞擴散至全身，最終在丈夫與兄長陪伴下離世。

### 《怪醫黑傑克21》登場人物

#### 親屬相關者
間美緒
配音：兵藤真子／川瀬晶子〈青年時期〉（日本）；魏晶琦（ep.0）／董錦萍（TV版）／詹雅菁（TV版續篇EP.2）／楊凱凱（TV版續篇EP.9-17）（台灣）；黃玉娟（香港）
黑傑克的母親。影三的前妻。在美國駐日空軍基地附近工作，母子倆遇上未爆炸彈爆炸意外(工地人員收受賄款，將未經處理危險彈頭秘密埋在基地地下)，慘被炸破下腹、失去四肢、無法說話，不久後死去。黑傑克深愛母親，長大後到處奔走替她討回公道，并发誓要为母亲报仇。
間影三
配音：小川真司／小野大輔〈青年時期〉（日本）；孫中台／吳文民〈青年時期〉（台灣）；朱子聰（香港）
黑傑克生父，妻子與兒子遇上爆炸意外後，忍心拋妻棄子，另娶情婦蓮花並到澳門定居發展事業。是一名暴發戶，出手闊綽豪爽。原作中對兒子黑傑克遇上嚴重意外表面上裝做並不知情，因蓮花罹患痲瘋毀容，找上黑傑克進行整型手術，希望蓮花能成為世界第一漂亮的女性，結果黑傑克將其整成過世母親的模樣，間影三大吃一驚並責問黑傑克，黑傑克表示自己認為母親是世界第一美人後瀟灑離開，留下慚愧的父親，後因腦溢血昏迷並逝世，黑傑克為了替母親復仇將其遺體帶回日本與其母親的墓碑共葬。
動畫中設定為免黑傑克及妻子再受到全滿德迫害所以離開他們。蓮花被一場火災中燒傷毀容後，他尋找黑傑克，希望透過手術與兒子和解，蓮花卻被整型為前妻模樣。日後因腦中風昏迷並逝世，而黑傑克遵照母親遺願，領回父親遺體並將其皮膚植在自己受傷的腿上，使父母能得得以「重聚」。
間蓮花
配音：高島雅羅（日本）；詹雅菁（台灣）；曾佩儀（香港）
間影三繼室，出身富豪。原是影三情婦，動畫中為父命操縱影三而與其結婚。被一場火災中燒傷導致毀容，請托黑傑克替她整容，卻因黑傑克為報復父親對母親始亂終棄，遭到整形為丈夫前妻樣貌。後來黑傑克父親因腦溢血昏迷並逝世，她恐防丈夫遺產會歸於黑傑克所有，於是派人綁架並企圖謀害黑傑克。
紅蜥蜴
配音：冬馬由美（日本）；詹雅菁（台灣）；許盈（香港）
追殺黑傑克的神祕殺手，曾被黑傑克救過一命，真實身份是黑傑克異母妹妹也是間小蓮親姐姐。當年全滿德因不滿間影三作為，所以把最初生下來的紅蜥蜴悄悄地抱走，並假裝不認識把她養大，訓練為一個殺手。在一次她跟黑傑克道別時，發現有殺手正準備殺死黑傑克，紅蜥蜴立即上前用身體替黑傑克擋子彈結果當場死亡，臨終前叫了黑傑克一聲「哥哥」，主要是為了還黑傑克人情。紅蜥蜴未在漫畫中出現，漫畫中此情節為間小蓮戲份。
間小蓮
配音：桑島法子（日本）；楊凱凱（台灣）；鄭麗麗（香港）
黑傑克異母妹妹，身為千金小姐。性格驕橫放縱，但面對大是大非時卻能表現得堂堂正正。她本來並不喜歡黑傑克，始終不知真相的她認為黑傑克知道間影三將死才出現是想吞併父親遺產。到了最後她把間影三遺體交給黑傑克去作皮膚移植在他受傷的腿上。在漫畫版是遭到射殺身亡，但此一戲份動畫版轉到姐姐(紅蜥蜴)身上。

#### 黑色計劃相關者
克羅傑爾博士
配音：菅原淳一（日本）；孫中台（台灣）
黑色計劃相關人物，B.O.P病毒開發者之一。《怪醫黑傑克21》中黑傑克曾假扮因變成植物人而無法動手術的他。
修達因博士
配音：野島昭生（日本）；吳文民（台灣）
黑色計劃相關人物，B.O.P病毒開發者之一。
喬治博士
配音：筈見純（日本）；吳文民（台灣）
黑色計劃相關人物，B.O.P病毒開發者之一。《怪醫黑傑克21》中是奇利柯與尤莉父親。
克瑪博士
配音：飯塚昭三（日本）；孫中台（台灣）
黑色計劃相關人物，B.O.P病毒開發者之一。《怪醫黑傑克21》結尾中與美國醫療團隊合作開發解藥，也是唯一活下來的成員。

#### 醫療組織「九蛇」
全滿德
配音：松山政路（日本）；曹冀魯（台灣）；陳永信（香港）
「九蛇」首領及蓮花父親。為人心狠手辣，身份是"黑色計劃/諾雲計劃(港)"(noir project)幕後藏鏡人，為得到永恆生命的藥物而不惜付上很多無辜人命，後來也自食其果身中B.O.P病毒(Blood Of Phoenix)(不死病)。最後因蓮花欲攻擊黑傑克挺身保護而被其槍殺身亡。
蒼龍
配音：梁田清之（日本）；吳文民（台灣）；盧國權（香港）
「九蛇」一員，紅蜥蜴部下。
玄武
配音：黒田崇矢（日本）；吳文民→曹冀魯→孫中台（台灣）；黃啟昌（香港）
「九蛇」一員，全滿德部下。

## 出版書籍
- ★之後的數字代表未收錄的話數，※之後為此版本的簡稱。

1.單行本、少年Champion Comics「Black Jack」全25卷（1974年-1995年/秋田書店）★8（7）※新書版
| 卷數 | 秋田書店       | 秋田書店               |
| 卷數 | 發售日期       | ISBN                   |
| ---- | -------------- | ---------------------- |
| 1    | 1974年5月28日  | ISBN 978-4-253-03160-8 |
| 2    | 1974年7月18日  | ISBN 978-4-253-03161-5 |
| 3    | 1974年11月2日  | ISBN 978-4-253-03162-2 |
| 4    | 1975年3月6日   | ISBN 978-4-253-03163-9 |
| 5    | 1975年4月26日  | ISBN 978-4-253-03164-6 |
| 6    | 1975年7月28日  | ISBN 978-4-253-03165-3 |
| 7    | 1975年12月20日 | ISBN 978-4-253-03166-0 |
| 8    | 1976年5月26日  | ISBN 978-4-253-03167-7 |
| 9    | 1976年8月4日   | ISBN 978-4-253-03168-4 |
| 10   | 1976年12月18日 | ISBN 978-4-253-03169-1 |
| 11   | 1977年3月29日  | ISBN 978-4-253-03170-7 |
| 12   | 1977年8月24日  | ISBN 978-4-253-03171-4 |
| 13   | 1977年11月29日 | ISBN 978-4-253-03172-1 |
| 14   | 1978年4月21日  | ISBN 978-4-253-03173-8 |
| 15   | 1978年7月28日  | ISBN 978-4-253-03174-5 |
| 16   | 1978年12月12日 | ISBN 978-4-253-03175-2 |
| 17   | 1979年2月28日  | ISBN 978-4-253-03176-9 |
| 18   | 1979年4月26日  | ISBN 978-4-253-03177-6 |
| 19   | 1979年7月26日  | ISBN 978-4-253-03178-3 |
| 20   | 1979年10月30日 | ISBN 978-4-253-03179-0 |
| 21   | 1980年12月19日 | ISBN 978-4-253-03180-6 |
| 22   | 1981年12月16日 | ISBN 978-4-253-03181-3 |
| 23   | 1982年11月19日 | ISBN 978-4-253-03182-0 |
| 24   | 1984年1月6日   | ISBN 978-4-253-03183-7 |
| 25   | 1995年10月27日 | ISBN 978-4-253-03184-4 |

2.手塚治虫漫画全集「Black Jack」全22卷＋「原子小金剛」別卷1（1977年-1983年、1995年-1996年/講談社）★22 ※全集版
| 卷數 | 講談社         | 講談社             | 時報出版       | 時報出版           |
| 卷數 | 發售日期       | ISBN               | 發售日期       | ISBN               |
| ---- | -------------- | ------------------ | -------------- | ------------------ |
| 1    | 1977年7月13日  | ISBN 4-06-108751-7 | 1993年11月8日  | ISBN 957-13-0812-9 |
| 2    | 1978年10月9日  | ISBN 4-06-108752-5 | 1993年11月8日  | ISBN 957-13-0813-7 |
| 3    | 1979年5月29日  | ISBN 4-06-108753-3 | 1993年11月8日  | ISBN 957-13-0814-5 |
| 4    | 1980年4月14日  | ISBN 4-06-108754-1 | 1993年11月8日  | ISBN 957-13-0815-3 |
| 5    | 1981年1月12日  | ISBN 4-06-108755-X | 1993年11月8日  | ISBN 957-13-0816-1 |
| 6    | 1981年2月12日  | ISBN 4-06-108756-8 | 1993年11月8日  | ISBN 957-13-0817-X |
| 7    | 1982年2月12日  | ISBN 4-06-108757-6 | 1993年11月18日 | ISBN 957-13-0818-8 |
| 8    | 1982年8月10日  | ISBN 4-06-108758-4 | 1993年11月18日 | ISBN 957-13-0819-6 |
| 9    | 1982年9月10日  | ISBN 4-06-108759-2 | 1993年11月18日 | ISBN 957-13-0820-X |
| 10   | 1982年10月13日 | ISBN 4-06-108760-6 | 1993年11月18日 | ISBN 957-13-0821-8 |
| 11   | 1982年11月12日 | ISBN 4-06-108761-4 | 1993年11月18日 | ISBN 957-13-0822-6 |
| 12   | 1982年12月13日 | ISBN 4-06-108762-2 | 1993年11月18日 | ISBN 957-13-0823-4 |
| 13   | 1983年1月12日  | ISBN 4-06-108763-0 | 1993年11月28日 | ISBN 957-13-0824-2 |
| 14   | 1983年2月10日  | ISBN 4-06-108764-9 | 1993年11月28日 | ISBN 957-13-0825-0 |
| 15   | 1983年3月11日  | ISBN 4-06-108765-7 | 1993年11月28日 | ISBN 957-13-0826-9 |
| 16   | 1983年4月12日  | ISBN 4-06-108766-5 | 1993年11月28日 | ISBN 957-13-0827-7 |
| 17   | 1983年5月12日  | ISBN 4-06-108767-3 | 1993年11月28日 | ISBN 957-13-0828-5 |
| 18   | 1983年6月10日  | ISBN 4-06-108768-1 | 1993年11月28日 | ISBN 957-13-0829-3 |
| 19   | 1995年2月13日  | ISBN 4-06-175966-3 | 1996年1月8日   | ISBN 957-13-1899-X |
| 20   | 1995年5月10日  | ISBN 4-06-175967-1 | 1996年2月8日   | ISBN 957131900-7   |
| 21   | 1996年1月13日  | ISBN 4-06-175970-1 | 1996年10月28日 | ISBN 957132113-3   |
| 22   | 1996年5月14日  | ISBN 4-06-175971-X | 1996年11月18日 | ISBN 957132114-1   |

3.豪華版「Black Jack」全17卷＋全彩版（1987年-2004年/秋田書店）★11 ※豪華版、愛藏版
| 卷數   | 秋田書店       | 秋田書店               |
| 卷數   | 發售日期       | ISBN                   |
| ------ | -------------- | ---------------------- |
| 1      | 1987年2月27日  | ISBN 978-4-253-09969-1 |
| 2      | 1987年4月23日  | ISBN 978-4-253-09970-7 |
| 3      | 1987年6月13日  | ISBN 978-4-253-09971-4 |
| 4      | 1987年7月14日  | ISBN 978-4-253-09972-1 |
| 5      | 1987年9月2日   | ISBN 978-4-253-09973-8 |
| 6      | 1987年10月16日 | ISBN 978-4-253-09974-5 |
| 7      | 1987年12月2日  | ISBN 978-4-253-09975-2 |
| 8      | 1988年1月20日  | ISBN 978-4-253-09976-9 |
| 9      | 1988年3月22日  | ISBN 978-4-253-09977-6 |
| 10     | 1988年5月18日  | ISBN 978-4-253-09978-3 |
| 11     | 1988年7月13日  | ISBN 978-4-253-09979-0 |
| 12     | 1988年11月28日 | ISBN 978-4-253-09980-6 |
| 13     | 1993年12月10日 | ISBN 978-4-253-09981-3 |
| 14     | 1995年7月10日  | ISBN 978-4-253-09982-0 |
| 15     | 2000年11月20日 | ISBN 978-4-253-09983-7 |
| 16     | 2001年2月22日  | ISBN 978-4-253-09984-4 |
| 全彩版 | 2003年12月18日 | ISBN 978-4-253-10470-8 |
| 17     | 2004年10月12日 | ISBN 978-4-253-09991-2 |

4.秋田文庫「BLACK JACK」全17卷＋TreasureBook（1993年-2003年、2008年/秋田書店）★8 ※文庫版/典藏版（台灣東販版）
| 卷數          | 秋田書店      | 秋田書店               |
| 卷數          | 發售日期      | ISBN                   |
| ------------- | ------------- | ---------------------- |
| 1             | 1993年7月22日 | ISBN 978-4-253-16981-3 |
| 2             | 1993年7月22日 | ISBN 978-4-253-16982-0 |
| 3             | 1993年7月22日 | ISBN 978-4-253-16983-7 |
| 4             | 1993年7月22日 | ISBN 978-4-253-16984-4 |
| 5             | 1993年7月22日 | ISBN 978-4-253-16985-1 |
| 6             | 1993年7月22日 | ISBN 978-4-253-16986-8 |
| 7             | 1993年7月22日 | ISBN 978-4-253-16987-5 |
| 8             | 1993年7月22日 | ISBN 978-4-253-16988-2 |
| 9             | 1993年7月22日 | ISBN 978-4-253-16989-9 |
| 10            | 1993年7月22日 | ISBN 978-4-253-16990-5 |
| 11            | 1993年7月22日 | ISBN 978-4-253-16991-2 |
| 12            | 1993年7月22日 | ISBN 978-4-253-16992-9 |
| 13            | 1995年5月10日 | ISBN 978-4-253-16993-6 |
| 14            | 1996年9月10日 | ISBN 978-4-253-16994-3 |
| 15            | 2000年1月11日 | ISBN 978-4-253-17073-4 |
| 16            | 2000年5月10日 | ISBN 978-4-253-17074-1 |
| 17            | 2003年8月20日 | ISBN 978-4-253-17117-5 |
| Treasure Book | 2008年7月10日 | ISBN 978-4-253-17084-0 |

5.手塚治虫漫画全集DX版「Black Jack」全22卷（2003年-2005年/講談社）★23 ※DX版
| 卷數 | 講談社         | 講談社             |
| 卷數 | 發售日期       | ISBN               |
| ---- | -------------- | ------------------ |
| 1    | 2004年9月19日  | ISBN 4-06-367401-0 |
| 2    | 2004年9月19日  | ISBN 4-06-367402-9 |
| 3    | 2004年9月19日  | ISBN 4-06-367403-7 |
| 4    | 2004年9月19日  | ISBN 4-06-367404-5 |
| 5    | 2004年9月19日  | ISBN 4-06-367405-3 |
| 6    | 2004年10月21日 | ISBN 4-06-367406-1 |
| 7    | 2004年10月21日 | ISBN 4-06-367407-X |
| 8    | 2004年10月21日 | ISBN 4-06-367408-8 |
| 9    | 2004年10月21日 | ISBN 4-06-367409-6 |
| 10   | 2004年10月21日 | ISBN 4-06-367410-X |
| 11   | 2004年11月20日 | ISBN 4-06-367411-8 |
| 12   | 2004年11月20日 | ISBN 4-06-367412-6 |
| 13   | 2004年11月20日 | ISBN 4-06-367413-4 |
| 14   | 2004年12月21日 | ISBN 4-06-367414-2 |
| 15   | 2004年12月21日 | ISBN 4-06-367415-0 |
| 16   | 2004年12月21日 | ISBN 4-06-367416-9 |
| 17   | 2005年1月21日  | ISBN 4-06-367417-7 |
| 18   | 2005年1月21日  | ISBN 4-06-367418-5 |
| 19   | 2005年1月21日  | ISBN 4-06-367419-3 |
| 20   | 2005年2月23日  | ISBN 4-06-367420-7 |
| 21   | 2005年2月23日  | ISBN 4-06-367421-5 |
| 22   | 2005年2月23日  | ISBN 4-06-367422-3 |

6.少年Champion Comics Special「Black Jack」全17卷（2004年-2005年/秋田書店）★11 ※新裝版
| 卷數 | 秋田書店       | 秋田書店               |
| 卷數 | 發售日期       | ISBN                   |
| ---- | -------------- | ---------------------- |
| 1    | 2004年10月12日 | ISBN 978-4-253-20751-5 |
| 2    | 2004年10月12日 | ISBN 978-4-253-20752-2 |
| 3    | 2004年10月12日 | ISBN 978-4-253-20753-9 |
| 4    | 2004年11月25日 | ISBN 978-4-253-20754-6 |
| 5    | 2004年11月25日 | ISBN 978-4-253-20755-3 |
| 6    | 2004年11月25日 | ISBN 978-4-253-20756-0 |
| 7    | 2004年12月22日 | ISBN 978-4-253-20757-7 |
| 8    | 2004年12月22日 | ISBN 978-4-253-20758-4 |
| 9    | 2004年12月22日 | ISBN 978-4-253-20759-1 |
| 10   | 2005年1月20日  | ISBN 978-4-253-20760-7 |
| 11   | 2005年1月20日  | ISBN 978-4-253-20761-4 |
| 12   | 2005年1月20日  | ISBN 978-4-253-20762-1 |
| 13   | 2005年2月8日   | ISBN 978-4-253-20763-8 |
| 14   | 2005年2月8日   | ISBN 978-4-253-20764-5 |
| 15   | 2005年2月8日   | ISBN 978-4-253-20765-2 |
| 16   | 2005年3月8日   | ISBN 978-4-253-20766-9 |
| 17   | 2005年3月8日   | ISBN 978-4-253-20767-6 |

7.手塚治虫文庫全集「Black Jack」全12卷＋「原子小金剛別卷」（2010年/講談社）★9 ※文庫全集版
| 卷數 | 講談社        | 講談社                 |
| 卷數 | 發售日期      | ISBN                   |
| ---- | ------------- | ---------------------- |
| 1    | 2010年6月11日 | ISBN 978-4-06-373758-5 |
| 2    | 2010年6月11日 | ISBN 978-4-06-373759-2 |
| 3    | 2010年6月11日 | ISBN 978-4-06-373760-8 |
| 4    | 2010年7月9日  | ISBN 978-4-06-373761-5 |
| 5    | 2010年7月9日  | ISBN 978-4-06-373762-2 |
| 6    | 2010年7月9日  | ISBN 978-4-06-373763-9 |
| 7    | 2010年8月12日 | ISBN 978-4-06-373764-6 |
| 8    | 2010年8月12日 | ISBN 978-4-06-373765-3 |
| 9    | 2010年9月10日 | ISBN 978-4-06-373766-0 |
| 10   | 2010年9月10日 | ISBN 978-4-06-373767-7 |
| 11   | 2010年10月8日 | ISBN 978-4-06-373768-4 |
| 12   | 2010年10月8日 | ISBN 978-4-06-373769-1 |

8.「Black Jack大全集」全15卷（2012年-2013年/復刊Dotcom）★3 ※大全集版
| 卷數 | 復刊Dotcom     | 復刊Dotcom             |
| 卷數 | 發售日期       | ISBN                   |
| ---- | -------------- | ---------------------- |
| 1    | 2012年9月25日  | ISBN 978-4-83-544868-8 |
| 2    | 2012年10月23日 | ISBN 978-4-83-544869-5 |
| 3    | 2012年11月22日 | ISBN 978-4-83-544870-1 |
| 4    | 2012年12月15日 | ISBN 978-4-83-544871-8 |
| 5    | 2013年1月23日  | ISBN 978-4-83-544872-5 |
| 6    | 2013年2月25日  | ISBN 978-4-83-544873-2 |
| 7    | 2013年3月16日  | ISBN 978-4-83-544874-9 |
| 8    | 2013年4月18日  | ISBN 978-4-83-544875-6 |
| 9    | 2013年5月18日  | ISBN 978-4-83-544876-3 |
| 10   | 2013年6月25日  | ISBN 978-4-83-544877-0 |
| 11   | 2013年7月18日  | ISBN 978-4-83-544878-7 |
| 12   | 2013年8月21日  | ISBN 978-4-83-544879-4 |
| 13   | 2013年9月18日  | ISBN 978-4-83-544880-0 |
| 14   | 2013年10月16日 | ISBN 978-4-83-544881-7 |
| 15   | 2013年11月16日 | ISBN 978-4-83-544882-4 |

## 動畫
從1993年至2011年，共有10多部動畫作品，發布形式有OVA、電影、電視動畫、網路。
| 發布年份       | 標題                      | 動畫形式 | 集數   | 導演     |
| -------------- | ------------------------- | -------- | ------ | -------- |
| 1993年－2000年 | 怪醫黑傑克OVA             | OVA      | 共10話 | 出崎統   |
| 1996年         | 怪醫黑傑克 平安遷都       | 活動上映 | 共01話 | 西田正義 |
| 1996年         | 怪醫黑傑克 超人類         | 電影     | 共01話 | 出崎統   |
| 2000年         | 怪醫黑傑克 從天而降的孩子 | OVA      | 共01話 | 瀬谷新二 |
| 2001年         | 怪醫黑傑克                | 網路     | 共12話 | 本田知里 |
| 2003年         | 怪醫黑傑克 4個生命奇蹟    | TV       | 共04話 | 手塚眞   |
| 2004－2006年   | 怪醫黑傑克                | TV       | 共63話 | 手塚眞   |
| 2005年         | 怪醫黑傑克 兩位神秘醫師   | 電影     | 共01話 | 手塚眞   |
| 2005年         | Dr.皮諾可的森林的冒險     | 併映電影 | 共01話 | 桑原智   |
| 2006年         | 怪醫黑傑克21              | TV       | 共17話 | 手塚眞   |
| 2011年         | 怪醫黑傑克OVA FINAL       | OVA      | 共02話 | 桑原智   |

### 電視動畫
2003年，播出了四集電視動畫特別篇《怪醫黑傑克 4個生命奇蹟》。
2004年，改編手塚治虫漫畫原作的電視動畫版由手塚製作與讀賣電視台製作，手塚真擔任導演，在讀賣電視台從2004年10月11日到至2006年3月6日，播出，全61集。
從2006年4月10日到2006年9月4日播出續篇《怪醫黑傑克21》，全17集。動畫將漫畫數個獨立章節重新改編成一個全新的主線劇情，劇情從黑傑克與父親的見面開始，並且出現一個企圖暗殺黑傑克的神秘組織。
《怪醫黑傑克》和《怪醫黑傑克21》將故事年代更改為2000年代初期而與漫畫脫離，出現液晶螢幕、手機以及漫畫中沒有的其他現代物品。動畫根據漫畫的部分或全部章節製作，有時候將兩個故事合併為一個故事，並且也對原作劇情進行了修改以減輕部分單篇故事的悲劇性與暗示。動畫增加描寫原作較少登場的角色，例如黑傑克的寵物犬拉格、和登、寫樂以及梅旭齋哲。

### 原創網路動畫
《怪醫黑傑克》網路動畫，全12話。由TezukaOsamu＠Cinema付費發佈。網路動畫的製作Content Japan社擔當，本田ちさと為監督，玉置千夏為作画監督。
系列作品/配音人員
主要人物
黑傑克：大塚明夫（日本）；魏伯勤（台灣）
皮諾可/貝貝：宇多田光（日本）；楊凱凱（台灣）
醫生在哪裡（医者はどこだ!）
- 戴比：野島健兒（日本）；劉傑（台灣）
- 尼庫拉：掛川裕彥（日本）；李香生（台灣）
- 戴比的母親：萩森侚子（日本）；楊凱凱（台灣）
- 秘書：稻田徹（日本）；劉傑（台灣）

貝貝的愛情故事（ピノコ・ラブストーリー）
- 男孩：神田朱未（日本）；楊凱凱（台灣）
- 父親：麻生智久（日本）；孫德成（台灣）
- 母親：牧島有希（日本）；楊凱凱（台灣）
- 郵遞員：今村直樹（日本）；劉傑（台灣）

頭銜
- 布理理亞特三世：遠藤守哉（日本）；李香生（台灣）
- 井上師：平野正人（日本）；劉傑（台灣）
- 院長：麻生智久（日本）；劉傑（台灣）
- 外交部長：掛川裕彥（日本）；孫德成（台灣）
- 播音員：私市淳（日本）；劉傑（台灣）

兩個黑衣醫生（ふたりの黒い医者）
- 奇利哥醫生：田中秀幸（日本）；孫德成（台灣）
- 母親：疋田由香里（日本）；楊凱凱（台灣）
- 兒子：野島健兒（日本）；劉傑（台灣）
- 女兒：神田朱未（日本）；楊凱凱（台灣）
- 醫生：稻田徹（日本）；李香生（台灣）
- 店員：麻生智久（日本）；劉傑（台灣）

貝貝，加油！（ハッスルピノコ）
- 配送員：徳山靖彥（日本）；劉傑（台灣）
- 接待員：麻生智久（日本）；李香生（台灣）
- 男老師：今村直樹（日本）；孫德成（台灣）
- 學校考官：稲田徹日本）；劉傑（台灣）
- 校醫：服卷浩司（日本）；孫德成（台灣）

萎縮！！（ちぢむ!!）
- 戶隱老師：鄉里大輔（日本）；李香生（台灣）
- 助手：里內信夫（日本）；劉傑（台灣）

- 丑五郎：佐藤正治（日本）
- 弟子：戸北宗寛（日本）

- 椎竹先生：鹽屋浩三（日本）
- 徳川先生：郷里大輔（日本）
- 柴田先生：田中和実（日本）
- 椎竹夫人：疋田由香里（日本）
- アナウンサー：戸北宗寛（日本）

- 間久部緑郎：神奈延年（日本）
- ピエール：田中一成（日本）
- 部下A：服巻浩司（日本）
- 部下B：江川央生（日本）
- 警部：稲田徹（日本）

- 本間丈太郎：青野武（日本）
- 老女：江森浩子（日本）
- 通行人：佐藤浩之（日本）
- 看護師：立野香菜子（日本）
- 医者A：服巻浩司（日本）

- 光男：立野香菜子（日本）
- 母親：萩森侚子（日本）
- 野次馬：田中一成（日本）
- 運転手：佐藤浩之（日本）
- 治虫少年：江川央生（日本）

- 無新角色。

### 活動放映動畫
《怪醫黑傑克 平安遷都》（ブラック・ジャック / 平安遷都）為1996年活動放映動畫作品。
| 配音人員 - 黑傑克：大塚明夫 - 皮諾可：水谷優子 - 義裕：鈴木琢磨 - 律子：渡邊美佐 - ヨシコ：京田尚子 - 甚大夫人：龜井芳子 | 製作人員 - 監督・演出・作画監督・原画：西田正義 - 腳本：森田眞由美 - 美術監督：岡田和夫 - 色彩設定：宇田川佐東美 - 編集：森田編集室 - 音樂：川村栄二 - 選曲：合田豊 - 製片人：久保田稔、宇田川純男 - 製作擔當：柳澤光子 |

### 其他作品
合作企劃
《Peeping Life》為手塚製作公司和龍之子製作公司共同製作的短篇動畫，共10集，各集約4-5分鐘，並於2013年6月25日播出。
北美版
於美國的AZN TV電視台播出，與《怪醫黑傑克21》的版本不同，各集約為45分鐘，故事內容都屬於R18成人向。
動畫電影

## 真人化
發布形式有電影、電視劇、錄影劇等。

### 電影
- 1977年 瞳孔中的訪問者

### 電視劇
- 1981年 加山雄三的怪醫黑傑克（加山雄三版）
- 2000年 怪醫黑傑克（本木雅弘版）單集電視劇
- 2011年 青年怪醫黑傑克（岡田將生版）單集電視劇
- 2024年 怪醫黑傑克（高橋一生版）單集電視劇

### 錄影帶
- 1996年 怪醫黑傑克（隆大介版）

### 舞台劇
1994年和2013年分別在寶塚歌劇團上演舞台劇，標題為《怪醫黑傑克 危險的賭注》和《怪醫黑傑克 不可饒恕的輓歌》。2008年在寶塚Solio大廳上演，標題為新作狂言《廢嫡兒子》《老人與木》。2015年至2016年在ACT CITY濱鬆上演濱松市民歌劇，標題為《怪醫黑傑克 超時三章》，由第1章“87歲的背叛”、第二章“我在你裡面”、第3章“母與子的教規”所組成。

### 朗誦劇
1999年5月13日播放朗誦劇，標題為《怪醫黑傑克 老婆婆》。

### 音樂劇
2025年6月至7月上演。由坂本昌行主演，矢吹奈子、味方良介等人共演。

## 遊戲

### 電子遊戲
2006年11月9日發行《怪醫黑傑克 火之鳥篇》。

### 體感遊戲
於2017年舉辦一次體感型遊戲。

## 廣播劇
1977年於TBS廣播「廣播劇画傑作系列」播放，共20話。1993年至1994年其間在TBS廣播的「手塚治虫奇蹟之地」專欄播放，共130話。
配音員方面有所不同，1977年版由岸田森飾演黑傑克，松島實飾演皮諾可。1993年版由時任三郎飾演黑傑克，山田妙子飾演皮諾可，清水紘治飾演奇利柯，此島愛子為旁白。其他配音員則有安藤一夫、立石凉子、倉崎青児、大塚周夫、内山森彦、樋浦勉、坂元貞美、小川隆市、上田忠好、山下智子、松阪隆子、井上倫宏、近石真介、花房徹、影山会里子、三好美智子、二木輝美、堀勝之祐、佐藤博、村松克己、高橋理惠子、宮川洋一
編劇則由横光晃、利光隆一、雁田昇、渡辺治子、津川泉等人製作。
作品列表